# جون برسبر إيكيرت
جون آدم بريسبر «بريس» إيكيرت جونيور (بالإنجليزية: J. Presper Eckert)‏ (9 آبريل، 1919- 3 يونيو، 1995) مهندس كهربائي أمريكي ورائد في مجال الحواسيب. صمم مع جون ماكلي أول حاسوب رقمي إلكتروني عام الأغراض (إينياك)، وقدم أول دورة في مواضيع الحوسبة (محاضرات كلية مور)، وأسس مؤسسة إيكيرت موشلي للحواسيب، وصمم الحاسوب التجاري الأول في الولايات المتحدة، وهو حاسوب يونيفاك، والذي تضمن ابتكار إيكيرت لذاكرة خط التأخير الزئبقي.

## تعليمه
ولد إيكيرت في فيلاديلفيا لوالده المطور العقاري الثري جون إيكيرت، وتربى في بيت كبير في منطقة جيرمان تاون في فيلاديلفيا. كان يقوده السائق خلال دراسته في المرحلة الابتدائية إلى مدرسة ويليام بين تشارتر، وانضم في المرحلة الثانوية إلى نادي المهندسين في فيلاديلفيا وكان يمضي أوقات بعد الظهيرة في مختبر الإلكترونيات الخاص بمخترع التلفاز فيلو فارنزوورث في تشيستنوت هيل. حل في المرتبة الثانية على البلاد في قسم الرياضيات في امتحان مجلس الكلية.
التحق إيكيرت في البداية بكلية وارتون في جامعة بنسلفانيا لدراسة إدارة الأعمال بتشجيع من والديه، لكنه انتقل في عام 1937 إلى كلية مور للهندسة الكهربائية في جامعة بنسلفانيا. في عام 1940، عندما كان عمره 21 عامًا، تقدم إيكيرت بطلب للحصول على أول براءة اختراع له في «أداة وطريقة تعديل الضوء». شارك إيكيرت في كلية مور في أبحاث حول توقيت الرادار، وقام بتحسينات على سرعة ودقة المحلل التفاضلي لكلية مور، وساعد في عام 1941 في تدريس دورة صيفية في الإلكترونيات وفق برنامج التدريب الحربي في الإدارة والعلوم والهندسة (ESMWT) الذي قدمته وزارة الحرب في الولايات المتحدة عبر كلية مور.

## تطوير إينياك

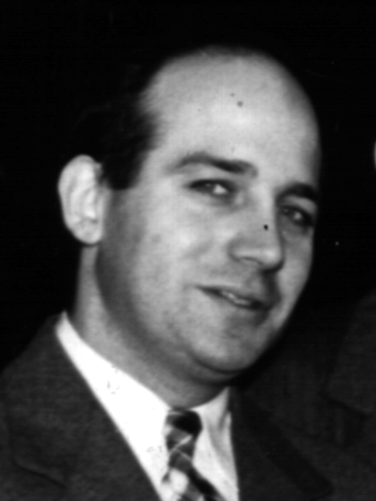
جون بريسبر إيكرت

كان جون موشلي، ثم رئيس قسم الفيزياء في كلية أورسينوس المجاورة، طالبًا في دورة الإلكترونيات الصيفية، وحصل في فصل الخريف الدراسي التالي على منصب تعليمي في كلية مور. جذب عرض موشلي ببناء حاسوب رقمي إلكتروني باستخدام صمامات مفرغة، وأسرع بعدة مرات وأكثر دقة من المحلل التفاضلي لحساب جداول المقذافية للمدفعية، اهتمام هيرمان غولدستين، وهو ضابط اتصال الجيش في كلية مور، وطُرح بشكل رسمي بتاريخ 9 آبريل عام 1943 في اجتماع في أرض الاختبار بمدينة أبردين بإدارة الكولونيل ليسلي سيمون، وأوزوالد فيبلين وآخرين. مُنح عقد البناء لكلية مور عن آلة الحساب المقترحة، والتي سيكون اسمها إينياك، وعُين إيكيرت كبير مهندسي المشروع. اكتمل بناء إينياك في عام 1945 وكُشف عنه للعامة في فبراير عام 1946.

## تنظيم المشاريع
ترك كل من موشلي وإيكيرت كلية مور في مارس 1946 بسبب تطور نزاع يتعلق بالتنازل عن مطالبات بالملكية الفكرية في الجامعة. في ذلك العام، اعتمدت جامعة بنسلفانيا سياسة براءة اختراع جديدة لحماية النقاء الفكري للبحث الذي رعته، والذي كان سيتطلب من إيكيرت وموشلي أن يتنازلا عن ملكية جميع براءات الاختراع الخاصة بهم لصالح الجامعة لو أنهم بقوا فيها إلى ما بعد شهر مارس.
كان اتفاق إيكيرت وموشلي مع جامعة بنسلفانيا أن يحافظا على حقوق براءة اختراع إينياك لكن يمكن للجامعة منح رخصة للحكومة أو لمنظمات غير ربحية. أرادت الجامعة تغيير الاتفاقية كي يكون لهم حقوق تجارية أيضًا في البراءة.
في الأشهر التالية، أسس موشلي وإيكيرت شركة التحكم الإلكتروني التي صنعت الحاسوب الثنائي الآلي (بايناك). كان أحد التطورات الرئيسية لهذه الآلة، التي استُخدمت منذ شهر أغسطس عام 1950، هو أن البيانات كانت تُخزن على شريط مغناطيسي. أصبحت شركة التحكم الإلكترونية بعد ذلك بفترة قصيرة شركة موشلي-إيكيرت للحواسيب، وتلقت طلبًا من المكتب الوطني للمعايير بصنع الحاسوب الآلي العالمي (يونيفاك). حصل على قلادة هاورد إن. بوتس في عام 1949. في عام 1950، واجهت شركة إيكيرت-موشلي  للحواسيب مشاكل مالية وقد كسبتها شركة ريمينغتون راند. انتهى بناء يونيفاك1 في 21 ديسمبر، 1950.
في عام 1968، مُنح قلادة العلوم الوطنية عن «الريادة والمساهمات المستمرة في إنشاء وتطوير وتحسين الحاسوب الرقمي عالي السرعة».